# Vain (singolo)
Vain è un singolo del disc jockey italiano Big Fish, il primo estratto dall'album  Doner Bombers Vol. 4, pubblicato il 22 febbraio 2016.
Il brano vede la partecipazione di Elisa come interprete, autrice del testo e cocompositrice.

## Video musicale
Il videoclip, diretto da Luca Lodi, è stato pubblicato il 22 febbraio 2016.